# Comberouger
Comberouger ist eine französische Gemeinde mit 268 Einwohnern (Stand: 1. Januar 2022) im Département Tarn-et-Garonne in der Region Okzitanien. Die Gemeinde gehört zum Arrondissement Montauban und zum Kanton Beaumont-de-Lomagne (bis 2015: Kanton Verdun-sur-Garonne). Die Einwohner werden Comberougerais genannt.

## Geographie
Comberouger liegt etwa 26 Kilometer südwestlich von Montauban. An der nordwestlichen Gemeindegrenze verläuft das Flüsschen Tessonne, das hier zu einem kleinen See aufgestaut ist. Umgeben wird Comberouger von den Nachbargemeinden Saint-Sardos im Norden, Bouillac im Süden und Osten, Beaumont-de-Lomagne im Westen sowie Vigueron im Westen.
| Jahr      | 1962 | 1968 | 1975 | 1982 | 1990 | 1999 | 2006 | 2013 |
| --------- | ---- | ---- | ---- | ---- | ---- | ---- | ---- | ---- |
| Einwohner | 150  | 185  | 165  | 171  | 204  | 225  | 290  | 276  |

## Sehenswürdigkeiten

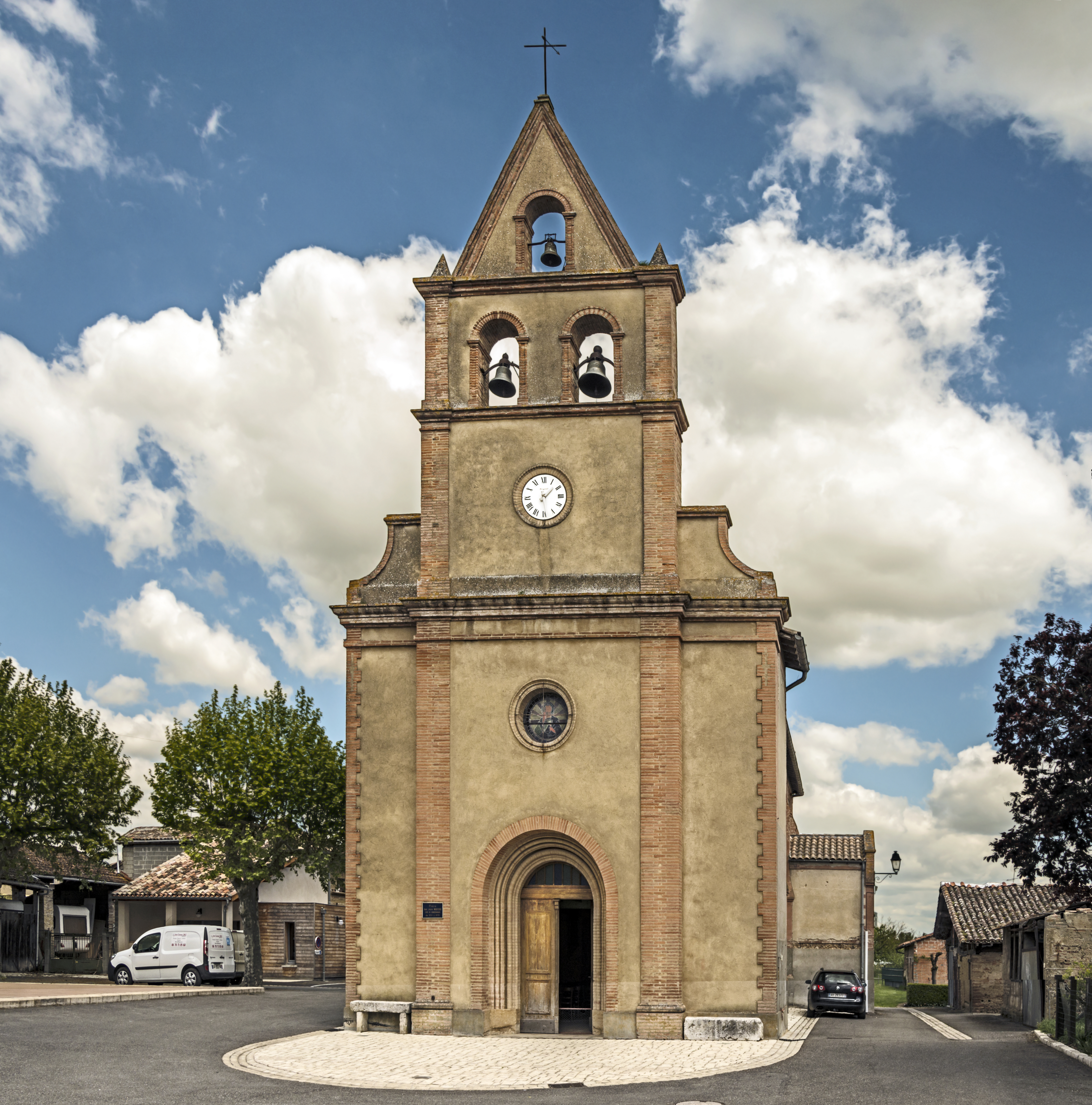
Kirche Saint-Barthélemy

- Kirche Saint-Barthélemy